# Myross Wood SAC
Myross Wood SAC este o arie protejată (arie specială de conservare — SAC, sit de importanță comunitară — SCI) din Irlanda întinsă pe o suprafață de 3,97 ha, integral pe uscat.

## Localizare
Centrul sitului Myross Wood SAC este situat la coordonatele 51°34′21″N 9°08′51″W / 51.5725°N 9.1474°V.

## Înființare
Situl Myross Wood SAC a fost declarat sit de importanță comunitară în mai 1998 pentru a proteja un număr necunoscut de specii din flora spontană și fauna sălbatică aflate în arealul zonei. Situl a fost protejat și ca arie specială de conservare în aprilie 2016.

## Biodiversitate
Situată în ecoregiunea atlantică, aria protejată nu include niciun habitat protejat.
La baza desemnării sitului se află un număr nedeclarat de specii protejate.